# 동대구우체국
동대구우체국은 대구광역시 동구 전역을 관할하는 경북지방우정청 소속의 우체국이다.

## 기본 정보
- 주소: 대구광역시 동구 동촌로 1 (경북지방우정청과 청사 공유)

## 연혁
- 1971년 12월 20일: 동대구우체국 개국
- 1982년 1월 1일: 경북지방체신청(영업과)에 통합
- 1990년 1월 5일: 동대구우체국 부활
- 1997년 10월 1일: 편제개편(자국 계단위 폐지, 3과 1실 설치)
- 2000년 1월 10일: 대구안심우체국 집배업무 통합
- 2001년 8월 13일: 대구효성신협우편취급소 위탁계약 해지[1]
- 2001년 11월 19일: 대구팔공우편취급소 신설[2]
- 2002년 11월 1일: 대구서호모란우편취급소를 동구 신기동 576 모란2차아파트상가 2호에서 모란2차아파트상가 7호로 이전[3]
- 2002년 11월 30일: 대구효목1동우편취급소를 동구 효목1동 962-7에서 동구 효목1동 962-2로 이전[4]
- 2009년 12월 7일: 동대구우체국 이전
- 2014년 1월 1일: 우편구역을 다음과 같이 고시[5]

| 배달국       | 배달구역    | 구역번호      |
| ------------ | ----------- | ------------- |
| 동대구우체국 | 동구 전지역 | 41000 ~ 41269 |

- 2016년 11월 1일: 관할 동촌출장소가 우체국 합리화 대상국으로 지정되어 동대구우체국으로 업무 이관 및 폐국[6]
- 2019년 4월 27일: 대구방촌동우체국을 대구광역시 동구 동촌로 250에서 동촌로 242 위치로 이전[7]
- 2019년 8월 31일 : 대구강촌우편취급국 폐국[8]
- 2021년 3월 1일 : 우편구역을 다음과 같이 고시[9]

| 배달국       | 배달구역    | 구역번호      |
| ------------ | ----------- | ------------- |
| 동대구우체국 | 동구 전지역 | 41000 ~ 41269 |

- 2021년 7월 26일 : 제304군사우편출장소 운영시간 조정[10]

## 관할 우체국
| 우체국명               | 사진 | 주소                                                             | 비고                           |
| ---------------------- | ---- | ---------------------------------------------------------------- | ------------------------------ |
| 대구강촌우편취급국     |      | 대구광역시 동구 화랑로80길 8 (방촌동 1084-30)                    | 2019년 8월 31일 폐국           |
| 대구공산우체국         |      | 대구광역시 동구 팔공로 1017 (백안동 551-5)                       |                                |
| 대구동호동우체국       |      | 대구광역시 동구 동호로 63 (동호동 376-1)                         |                                |
| 대구모란우편취급국     |      | 대구광역시 동구 율하동로20길 30, 상가7호 (신기동, 모란아파트2차) | 2002년 11월 10일 현위치로 이전 |
| 대구방촌동우체국       |      | 대구광역시 동구 동촌로 242                                       |                                |
| 대구불로봉무동우체국   |      | 대구광역시 동구 팔공로 47길 22                                   |                                |
| 대구신암2동우체국      |      | 대구광역시 동구 신암로 76 (신암동 1289-2)                        |                                |
| 대구신암동우체국       |      | 대구광역시 동구 아양로 106 (신암동 248-12)                       |                                |
| 대구신천3동우편취급국  |      | 대구광역시 동구 동부로 76 (신천동 283-1)                         |                                |
| 대구신천4동우체국      |      | 대구광역시 동구 동부로30길 12-1 (신천동 330-2)                   |                                |
| 대구신천동우체국       |      | 대구광역시 동구 송라로 11 (신천동 787-25)                        |                                |
| 대구안심우체국         |      | 대구광역시 동구 경안로 780 (동호동 113-1)                        |                                |
| 대구율하동우체국       |      | 대구광역시 동구 안심로16길 49 (율하동 1447)                      |                                |
| 대구팔공우편취급국     |      | 대구광역시 동구 팔공로101길 63 (지묘동 330-3)                    | 2001년 11월 19일 신설          |
| 대구효목동우체국       |      | 대구광역시 동구 화랑로25길 13(효목동 549-1)                      |                                |
| 대구효성신협우편취급소 |      | 대구광역시 동구 효목동 399-4                                     | 2001년 8월 13일 폐국           |
| 동촌출장소             |      | 대구광역시 동구 해동로 207                                       | 2016년 11월 1일 폐국           |
| 제304군사우편출장소    |      | 대구광역시 동구 아양로 352 (사서함 304호)                        |                                |

## 조직
- 경영지도실
- 우편물류과
  - 집배실
    - 수집팀
    - 신암팀
    - 신천팀
    - 효목팀
    - 동촌팀
    - 해서팀
    - 공산팀
    - 안심팀
    - 동호팀
    - 특급팀

  - 소포실
  - 물류실
- 지원과
  - 서무팀
    - 방재팀

  - 회계팀
- 영업과
  - 우편영업실
  - 금융영업실